# Золоті очі (серіал)
Золоті очі (кит. спр. 黄金瞳, піньїнь: Huáng  jīn tóng, акад. Хуан цзінь тун) — це китайський телесеріал, що розповідає історію про Чжуан Жуйя, який внаслідок нещасного випадку отримав «Золоті очі», дар, що дозволяє йому виявляти справжній антикваріат. Серіал заснований на фентезійному романі з однойменною назвою письменника Даянь. Він транслювався по дві серії з 26 лютого по 12 квітня 2019 у період з вівторка по п'ятницю на платформі iQiyi. У головних ролях Чжан Їсін, Ван Цзисюань та Ван Лісінь.

## Сюжет
Чжуан Жуй працює в ломбарді антикварних речей. Під час пограбування магазину, він отримує пошкодження власних очей. Згодом Чжуан Жуй виявляє, що його очі мутували, і тепер ними можна розглядати найдрібніші деталі речей та виявляти антикваріат. Тому він вирішує розбагатіти, роблячи ставки на дорогоцінне каміння. У той же час Мяо Фейфей займається справою грабіжників ломбарду та починає підозрювати Чжуан Жуя у причетності до них. Тому вона вирішує наглядати за ним та вийти на головну людину, що спланувала цю злочину схему.

## Акторський склад

### Головні ролі
- Чжан Їсін як Чжуан Жуй
- Ван Цзисюань як Мяо Фейфей
- Ван Лісінь як Юнь Хуанфу
- Чень Ювень як Цінь Сюаньбін

### Другорядні ролі
- Мен Асай як Пен Фей
- Хон Сюань як Лю Цзя

## Нагороди та номінації
| Рік  | Нагорода                                                                                | Категорія                                        | Отримувач  | Результат | Примітки |
| ---- | --------------------------------------------------------------------------------------- | ------------------------------------------------ | ---------- | --------- | -------- |
| 2019 | Сеульська премія драми                                                                  | Нагорода «Золота пташка» у категорії телесеріали | Золоті очі | Перемога  | [ 6 ]    |
| 2019 | 15-ий Китайсько-американський фестиваль фільмів та китайсько-американський фестиваль ТБ | Нагорода «Золотий янгол» у категорії телесеріали | Золоті очі | Перемога  | [ 7 ]    |
| 2019 | 15-ий Китайсько-американський фестиваль фільмів та китайсько-американський фестиваль ТБ | Найкращий режисер року                           | Лінь Нань  | Перемога  | [ 7 ]    |